# غازانيا ليشتنشتاين
غازانيا ليشتنشتاين (الاسم العلمي: Gazania lichtensteinii) هي نوع نباتي يتبع جنس الغازانيا من الفصيلة النجمية.  